# 趙淳昇
赵淳升（：／ Cho Soon-seung，1929年3月22日—2022年2月5日），男，本贯玉川趙氏，大韩民国政治人物，曾任密苏里州立大学政治学教授、韩国国会议员等职。

## 生平
1929年生于全罗南道昇州。曾就读于住岩初等学校、中央中学校、中央高等学校。1953年毕业于首尔大学政治学科。1959年在美国密歇根大学获得政治学博士学位。曾在延世大学、高丽大学、日本东京国际基督教大学工作。1960年代赴美国密苏里州立大学任教。1988年韩国恢复直接选举后当选国会议员，1992年和1996年获得连任，曾在国会担任商工资源委员长、通商产业委员长等职。也受聘担任外交部政策咨询委员、新千年民主党统一国际委员会委员长等职。2000年2月宣布不参加该年度的国会选举。2002年担任新千年民主党总统候选人卢武铉的外交事务顾问。2006年5月至2008年担任学校法人京畿学园理事长。著有《韩美关系:1882-1982》《朝鲜分断的责任》《韩国分断史》（1982年）等。2022年2月5日在美国加利福尼亚州拉古纳伍兹逝世。